# تشاو جينماي
تشاو جينماي هي ممثلة صينية ولدت في 29 سبتمبر 2002.